# طوطی برزیلی سرخاکستری
طوطی عاشق سرخاکستری، طوطی برزیلی سرخاکستری یا طوطی برزیلی ماداگاسکار و نام علمی آن Agapornis canus است و در سال ۱۷۸۸م توسط طبیعی دان آلمانی جان فردریک جمیلین شناسایی شد.
این گونه دو زیر گونه به نام‌های A.c.ablectaneus و A.c.canus دارد و از گونه‌هایی است که امکان تعیین جنسیت از روی شکل ظاهری پرنده امکان‌پذیر است و طوطی‌های نر و ماده به رنگ‌های مختلفی دیده می‌شوند.
طول بدن پرنده ۱۳ سانتی‌متر بوده و رنگ سر و گردن و سینه طوطی نر خاکستری رنگ و بدن آن سبز رنگ است. این در حالی که رنگ تمامی بدن طوطی ماده سبز رنگ است. رنگ پرهای طوطی نر در ناحیه زیر بال به رنگ سیاه است و این در حالی است که در طوطی ماده به رنگ سبز است. در طوطی‌های نر زیر گونه A.c.ablectaneus نواحی خاکستری رنگ بدن تیره‌تر بوده و متمایل به بنفش است و اصولاً رنگ بدن طوطی‌های نر و ماده این زیر گونه از رنگ پرهای بدن گونه اصلی پر رنگ تر هستند.
طوطی برزیلی ماداگاسکار به عنوان کوچک‌ترین گونه طوطی برزیلی به‌شمار می‌رود. پرهای اطراف سر و گردن پرنده به رنگ آبی نبوده و به رنگ بنفش می‌باشد. گونه A.c.canus در سال ۱۹۱۸م در مناطق ساحلی شمالی جمهوری مالاگاسی کشف گردید و بعدها گونه دوم A.c.ablectaneus در جنگل‌های نزدیک به ساحل مشاهده شد.